# Вінницька агломерація
Вінницька агломерація — агломерація з центром у місті Вінниця.
Вінниця — давнє місто України, що домінує в історичному краї Поділля. Давній сільськогосподарський центр. Агломерація розташована вздовж Південного Бугу і його приток. Головні галузі економіки агломерації — харчова, легка і машинобудівна промисловості.